# مدرسة ثانوية عمر الخيام
مدرسة عمر الخيام الثانوية من المدارس العريقة نيسابور ومن أقدم المدارس الإيرانية، مسجلة في منظمة التراث الثقافي في إيران. كان افتتاح المدرسة یوم الاثنين سبتمبر 22، 1940.